# Thomas Mapfumo
Thomas Tafirenyika Mapfumo, né le 3 juillet 1945 , est un musicien et chanteur zimbabwéen, surnommé "Le Lion du Zimbabwe" et "Mukanya" (le nom de louange de son clan en langue shona) pour son immense popularité et pour l'influence politique qu'il exerce.

## Biographie
Mapfumo est né en 1945 à Marondera , Mashonaland East , une ville au sud-est de Harare, la capitale du Zimbabwe. Les dix premières années de sa vie se passèrent dans la  tradition Shona avant que sa famille déménage dans le canton de Mbare à Harare. Il étudia la musique traditionnelle, notamment le tambour ngoma et le mbira, des instruments dont l'importance spirituelle influera sur sa musique.
Mapfumo  pourchassé par le gouvernement du  président Robert Mugabe du Zimbabwe s'est exilé aux États-Unis pendant deux décennies. A travers sa musique, y compris sa critique acerbe du gouvernement du président Robert Mugabe. Il a à la fois créé et fait de la musique populaire Chimurenga, et son style lent et sa voix distinctive sont immédiatement reconnaissables aux Zimbabwéens.

## Chimurenga

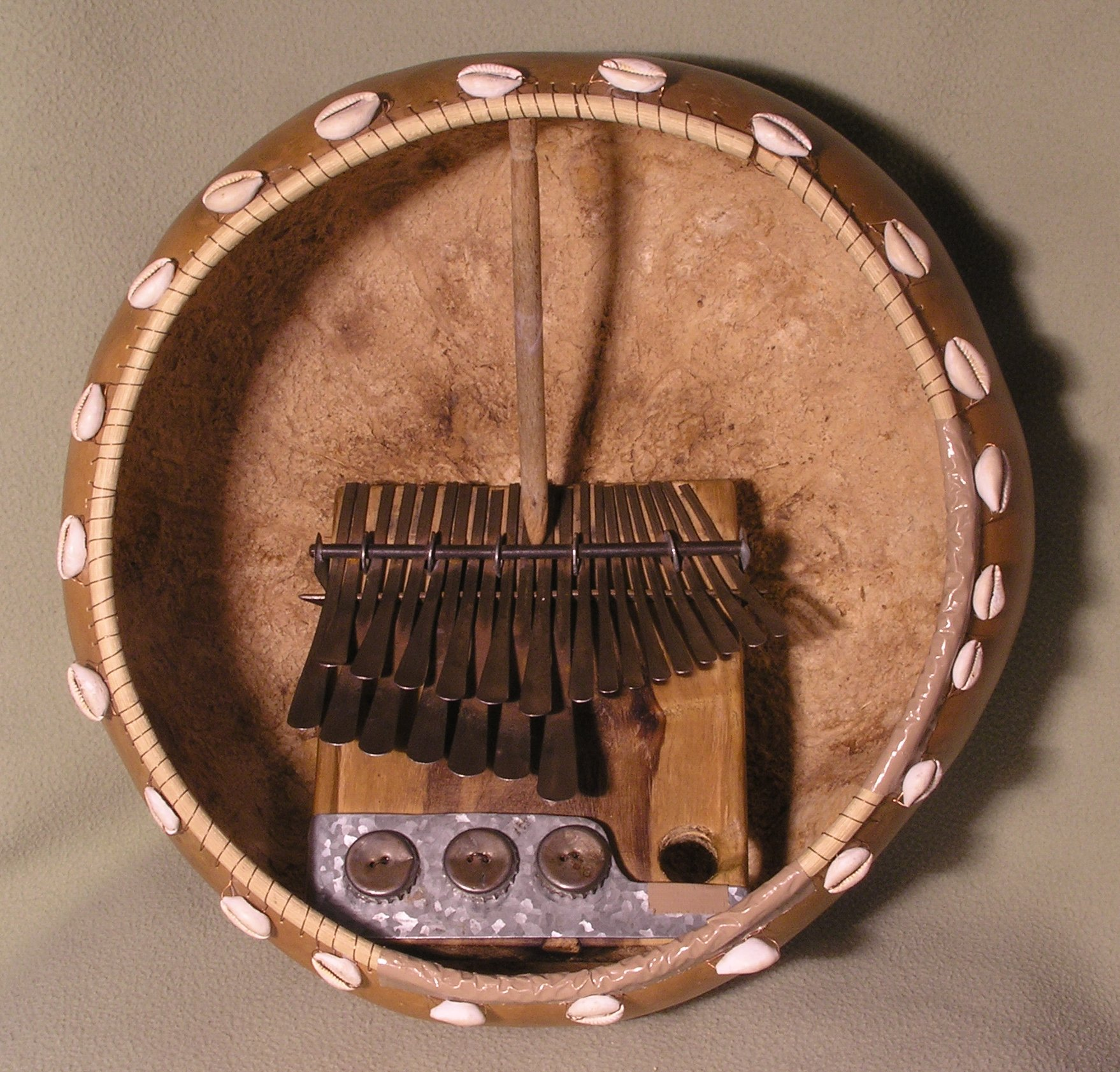
Mbira

Chimurenga est une musique populaire shonas qui se joue  notamment avec le mbira; cette musique est arythmée avec une instrumentation électrique moderne qui accompagne des chants caractérisés par des contenus sociaux et politiques.
D'autres musiciens, Stella Chiweshe et Jonas Sithole, l'ont accompagné dans cette démarche. Il existe plusieurs types de musique chimurenga, la shona traditionnelle, avec notamment le mbira, le chant, le hosho et la batterie.

## Discographie
- Shumba (1990, Earthworks)

### Thomas Mapfumo et the Acid Band
- Hokoyo! (1978, Chimurenga Music)

### Thomas Mapfumo & The Blacks Unlimited
- Gwindingwi Rine Shumba (1981, Chimurenga Music)
- Mabasa (1983, Chimurenga Music, Gramma Records)
- Ndangariro (1983, Afro Soul)
- Chimurenga For Justice  (1985, Rough Trade)
- Mr Music (Africa)  (1985, Afro Soul)
- Zimbabwe Mozambique  (1988, Chimurenga Music)
- Chamunorwa (1989, Chimurenga Music)
- Varombo Kuvarombo  (1989, Chimurenga Music)
- Corruption (1989, Mango)
- Chimurenga Masterpiece (1990, Chimurenga Music)
- Hondo (1991, Chimurenga Music)
- Chimurenga International (1993, Chimurenga Music)
- Roots Chimurenga (1996, Chimurenga Music)
- Sweet Chimurenga (1996, Chimurenga Music)
- Afro Chimurenga (1996, Chimurenga Music)
- Chimurenga '98 (1998, Anonymous Web Productions)
- Live at El Rey (1999, Anonymous Web Productions)
- Chimurenga Explosion (2000, Anonymous Web Productions)
- Chimurenga Rebel (2002, Anonymous Web Productions)
- Rise Up  (2006, Real World Records)
- Exile (2010, Sheer Sound)
- Danger Zone (2015, Chimurenga Music Company)
- Live @ The Sanctuary for Independent Media  (2016, Chimurenga Music)

### Compilation
- The Rough Guide to the Music of Zimbabwe (1996, World Music Network).